# サイボーグでも大丈夫
『サイボーグでも大丈夫』（サイボーグでもだいじょうぶ、原題：싸이보그지만 괜찮아）は、パク・チャヌク監督による2006年公開の韓国のロマンティック・コメディ映画。自分をサイボーグと思い込んだ女と彼女に恋をする青年を描く。第57回ベルリン国際映画祭アルフレッド・バウアー賞受賞作品。

## キャスト
- Rain - パク・イルスン
- イム・スジョン - チャ・ヨングン
- チェ・ヒジン
- イ・ヨンニョ
- ユ・ホジョン（英語版）
- キム・ビョンオク

## 製作
本作は韓国映画としては史上初めてヴァイパー・フィルムストリーム・カメラが使われた。

## 公開
第57回ベルリン国際映画祭ではコンペティション部門で上映され、アルフレッド・バウアー賞を獲得した。

### 興行収入
韓国では2006年12月7日に公開され、初週末に247万8626ドルを売り上げて初登場1位となった。しかしながら2週目末には売上を76%落とし、クリスマス休暇期間には多くのスクリーンで打ち切られた。約78万枚のチケットが売れたが、それまでのパク監督の映画『JSA』、『オールド・ボーイ』、『親切なクムジャさん』は全て300万枚を超えていたために期待外れと言われた。